# Ширяева, Светлана Игоревна
Светлана Игоревна Ширяева (род. 23 июня 1991) — российская спортсменка, призёр чемпионата России по вольной борьбе, мастер спорта России.

## Спортивные результаты
- Чемпионат России по женской борьбе 2009 года — ;